# Margrit Kennedy
Pour les articles homonymes, voir Kennedy.
Margrit Kennedy (née le 21 novembre 1939 à Chemnitz, et morte le 28 décembre 2013 à Steyerberg) est une architecte, urbaniste, essayiste et écologiste allemande.

## Présentation
Elle a édité des livres, articles et des rapports sur les femmes et l'architecture, l'écologie urbaine, la permaculture, la création monétaire, la terre et les systèmes fiscaux. Elle a également pratiqué l'architecture et l'urbanisme au Brésil, Nigeria, Écosse, États-Unis et Allemagne et a travaillé en tant que professeur pour des technologies de la construction écologiques, au département d'architecture de l'université de Hanovre.
Ces dernières années, elle vivait dans un écovillage à Lebensgarten.

## Recherches et observations
Margrit Kennedy milite pour le développement des monnaies complémentaires sans taux d'intérêt, pour une économie écologique, soutenable et durable dans une optique d'économie libre.
Son ouvrage Geld ohne Zinsen und Inflation. Ein Tauschmittel, das jedem dient a été traduit en 22 langues.

## Livres
- Frauen leisten die wichtigste Arbeit. Vier Aufsätze über die Situation der Frauen in der Wirtschaft (avec Helmut Creutz et Hans Weitkamp), Gauke, Kiel 1996,  (ISBN 978-3-87998-436-7)
- Handbuch ökologischer Siedlungs(um)bau (édité avec Declan Kennedy), Reimer, Berlin 1998,  (ISBN 978-3-496-02638-9)
- Energetische Optimierung einer Produktionshalle unter besonderer Berücksichtigung eines innovativen Lüftungskonzeptes. Abschlussbericht Teil 1, édité par M. K. et al., IRB, Stuttgart 1999,  (ISBN 978-3-8167-5456-5)
- Geld ohne Zinsen und Inflation. Ein Tauschmittel, das jedem dient, Goldmann, München 2005,  (ISBN 978-3-442-12341-4)
- Regionalwährungen. Neue Wege zu nachhaltigem Wohlstand (avec Bernard Lietaer), Riemann, München 2006,  (ISBN 978-3-570-50052-1)
- Libérer l'argent de l'inflation et des taux d'intérêt, éditions Vivez Soleil, 1993,  (ISBN 2-88058-161-3)